# Pierre-Félix Fix-Masseau
Pour les articles homonymes, voir Fix et Masseau.
Pierre-Félix Fix-Masseau, pseudonyme de Pierre Félix Masseau, né à Lyon le 17 mars 1869 et mort à Paris le 16 avril 1937, est un sculpteur français.
Il est le père de l'affichiste Pierre Fix-Masseau (1905-1994).

## Biographie

### Jeunesse et formation
Élève à l'École des beaux-arts de Lyon, Pierre Félix Masseau reçoit une bourse afin d'étudier dans l'atelier de Gabriel-Jules Thomas à Paris où il reste de 1889 à 1893. Il devient élève à l'École des beaux-arts de Paris. En 1879, il reçoit une bourse de voyage lui permettant de visiter la Belgique, les Pays-Bas, la Suisse, l'Italie et surtout Florence et Naples.
Il fréquente les cénacles des écrivains symbolistes dans les années 1890. Il est un intime du directeur de théâtre Aurélien Lugné-Poe et il côtoie des écrivains tels que Jean Lorrain et Rachilde. Pierre-Félix Fix-Masseau a une personnalité excentrique et n'hésite pas à se travestir en Christ. Il vit retiré du monde et ne fréquente que quelques cercles d'avant-garde comme le théâtre de l'œuvre. De caractère confidentiel, il n'ouvre son atelier qu'à de rares intimes. Il a une aventure avec Mina Schräder de Nyzot, ancienne égérie de Remy de Gourmont, qui défraie la chronique.[réf. nécessaire]

### Débuts
Pierre-Félix Fix-Masseau est remarqué par Auguste Rodin au Salon des artistes français où il envoie ses œuvres entre 1890 et 1892. Il expose sous le nom de Félix Masseau puis Fix-Masseau. Le président de la Chambre de commerce dit de lui au directeur des Beaux-Arts de Paris, en mai 1894, qu'il « est un peu influencé par notre compatriote, le bizarre et puissant Jean-Joseph Carriès, mais il a vraiment un tempérament à lui, et beaucoup de sève ». Au début des années 1890, il est l'une des principales figures de la sculpture symboliste. À partir de 1893, il expose régulièrement au Salon de la Société nationale des beaux-arts dans la section de la sculpture comme dans celle des objets d'art. Ses premières recherches l'orientent vers des matériaux comme la cire polychrome, le marbre, le bronze, le plâtre, le bois, l'ivoire et la céramique.
Son atelier se trouve place Denfert-Rochereau à Paris.

### Carrière
En 1895, il expose son œuvre Emprise qui consacre sa renommée comme sculpteur symboliste. Cette œuvre est retenue pour l'Exposition universelle de 1900. La même année, il participe au premier Salon de l'Art nouveau à Paris. Les symbolistes voient en lui le sculpteur de la névrose et de l'invisible. Les masques, les têtes d'expression et les figures féminines sont le support d'une exploration intérieure de l'âme. 
Il produit ses œuvres les plus marquantes dans la dernière décennie du XIXe siècle, notamment le Secret, exposé au Salon de 1894, qui connaît le succès et est acheté par l’État. 
Il est marqué par les expérimentations céramiques de Jean-Joseph Carriès. Il contribue au rapprochement entre la céramique et les arts décoratifs. Il ne se limite pas à un seul support mais il travaille dans tous les domaines des arts décoratifs. Il crée des objets dans lesquels le fantasme et le rêve se mêlent à l'évocation de la nature. Au milieu de la décennie 1890, il associe la figure féminine à des motifs floraux, certains éléments comme les chevelures où les drapés prennent une importance étrange, il y intègre les éléments les plus divers qui renforcent l'aspect décoratif et explore les propriétés expressives de l'étain, l'ivoire, la céramique, fait des recherches pour des patines spéciales qu'il décline en encriers, vases et chandeliers comme Le Mauvais hôte de la Nuit exposé au Salon de la Société nationale des beaux-arts de 1897. Chez Fix-Masseau, la figure prend une dimension symbolique. « L'artiste semble être descendu jusque dans des profondeurs de l'âme humaine pour nous révéler son désespoir », d'après un critique de la revue The Artist (en), commentant le Passé lors de sa visite au Salon de 1897.  
Au début du XXe siècle, il continue d'exposer au Salon et au Salon d'automne. En 1903, il expose à Bruxelles à La Libre Esthétique. La même année, le député Pierre Baudin envoie une requête au directeur des Beaux-Arts de Paris : « L'artiste est en pleine maturité ; son talent a atteint son expression définitive. C'est le moment, je crois, de l'admettre à être représenté au Luxembourg ». Il est élu à la commission d'examen de la Société nationale des beaux-arts en 1904, 1907, 1910, 19014 et 1920 et à la commission de placement en 1904.
Il a aussi réalisé de nombreux masques mortuaires au temps où il était d'usage de conserver le souvenir d'un défunt par une empreinte de plâtre. Ainsi, le 25 décembre 1935, il réalise le masque mortuaire du romancier et académicien Paul Bourget.
En 1913, Fix-Masseau devient le directeur de l'École des arts décoratifs de Limoges jusqu'en 1935, où il est remplacé par le décorateur Georges Bastard, et le conservateur du musée Adrien Dubouché à Limoges de 1907 à 1936. Il continue ses recherches artistiques, notamment sur des matériaux comme le grès dont il explore les qualités tactiles.
Il est invité d'honneur au 25e Salon des artistes rouennais en 1934.
Il meurt d'une crise cardiaque le 16 avril 1937 avant d'avoir pu trouver un emplacement définitif pour sa dernière sculpture, un Monument à Baudelaire qu'il avait mis près de dix ans à réaliser. Après de nombreux aléas et tergiversations,, le monument est finalement inauguré le 22 avril 1941 à Paris dans le jardin du Luxembourg,.
Fix-Masseau repose avec sa femme et son fils au cimetière d'Herqueville où il possédait une maison de campagne.

## Distinctions
- Officier de la Légion d'honneur. Chevalier de la Légion d'honneur le 18 mai 1908, puis promu officier du même ordre le 13 juillet 1926[13].
- Chevalier de l'ordre de Léopold en 1922.

## Œuvres

### Œuvres dans les collections publiques
- Beauvais, musée départemental de l'Oise : Auguste Delaherche, buste en plâtre.
- Dijon, musée des Beaux-Arts : Tête de femme, marbre.
- Lyon, musée des Beaux-Arts : Méditation. Monsieur le Penseur, terre cuite.
- Paris :
  - jardin du Luxembourg : Monument à Charles Baudelaire, 1936, pierre.
  - musée d'Orsay :
    - Le Passé, 1895 ;
    - Le Secret, 1894, statuette en acajou[14], a été édité en bronze par le fondeur Siot-Decauville ;
    - Masque d'Edmond Lachenal, 1890, terre cuite ;
    - Réflexion, 1900, masque en bronze ;
    - Buste de Jan van Herwijnen (en) en Hermès, 1924, marbre ;
    - Intérieur, huile sur toile.
- Saint-Maixent-l'École, musée du Sous-Officier : Monument aux morts de l'École militaire d'infanterie de Saint-Maixent, 1926.

Œuvres de Pierre-Félix Fix-Masseau
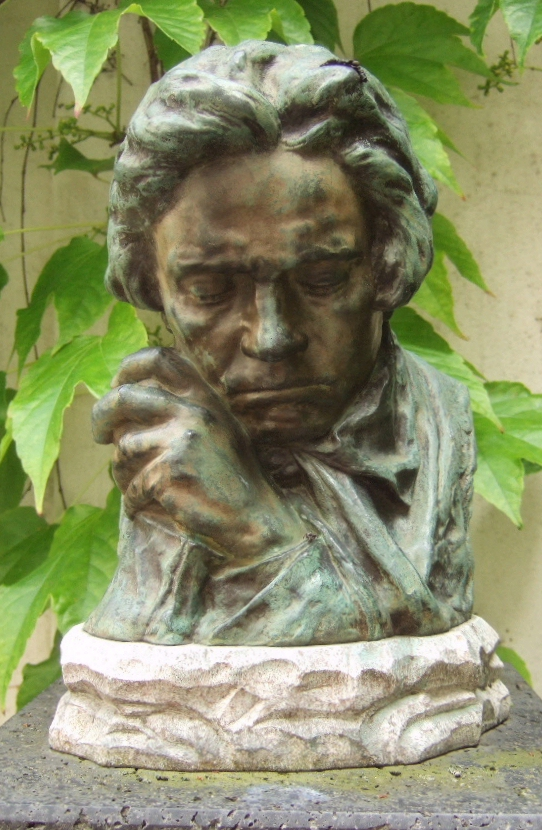
Beethoven (1902), Bonn, Beethoven-Haus.
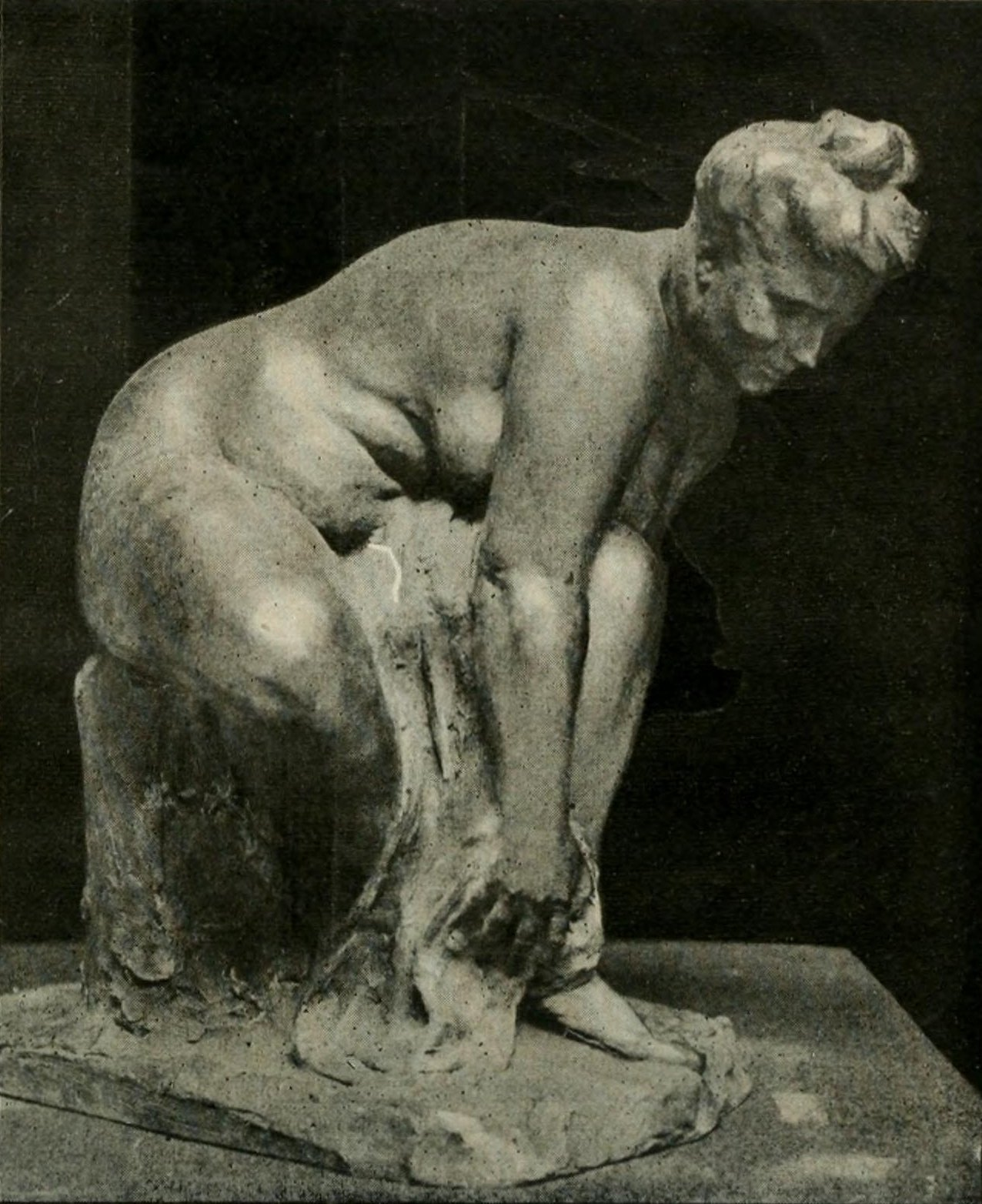
Femme s'essuyant (Salon de 1905).
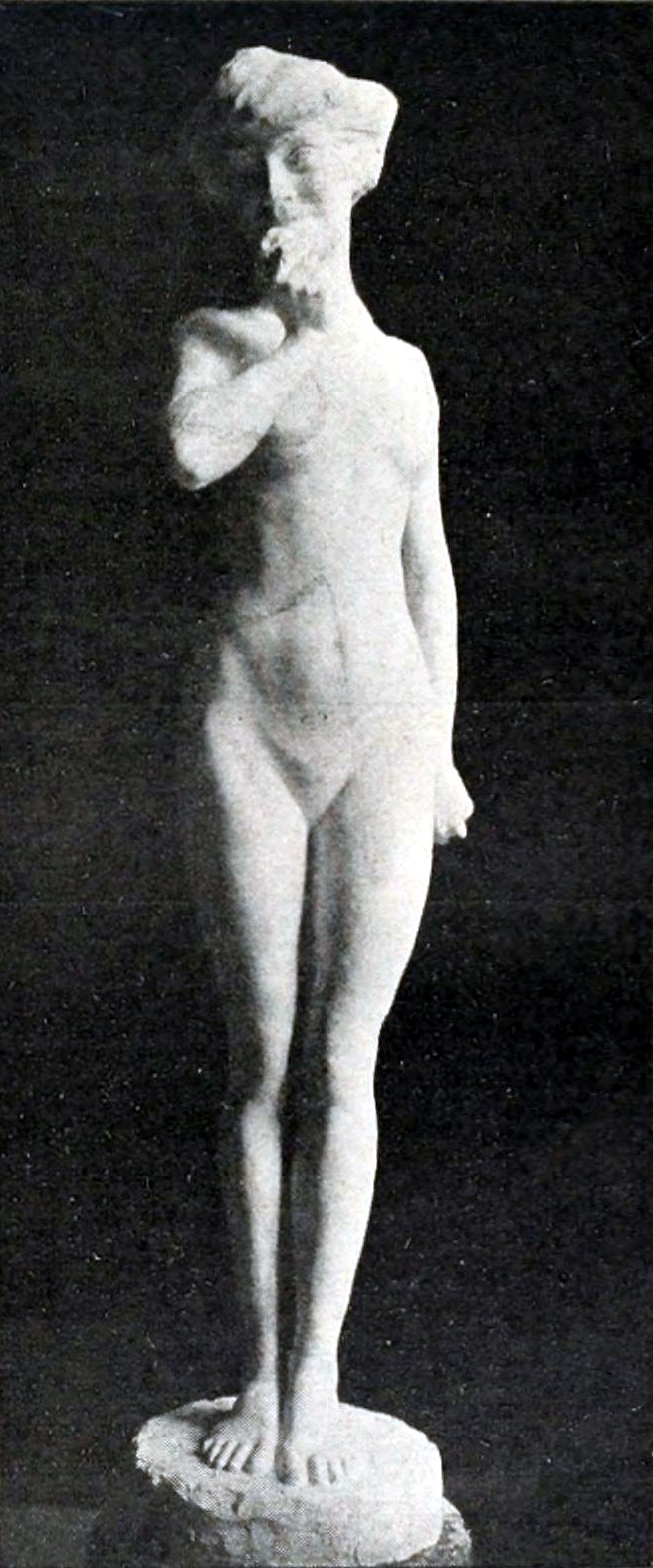
Petite-fille d'Ève (Salon de 1907).
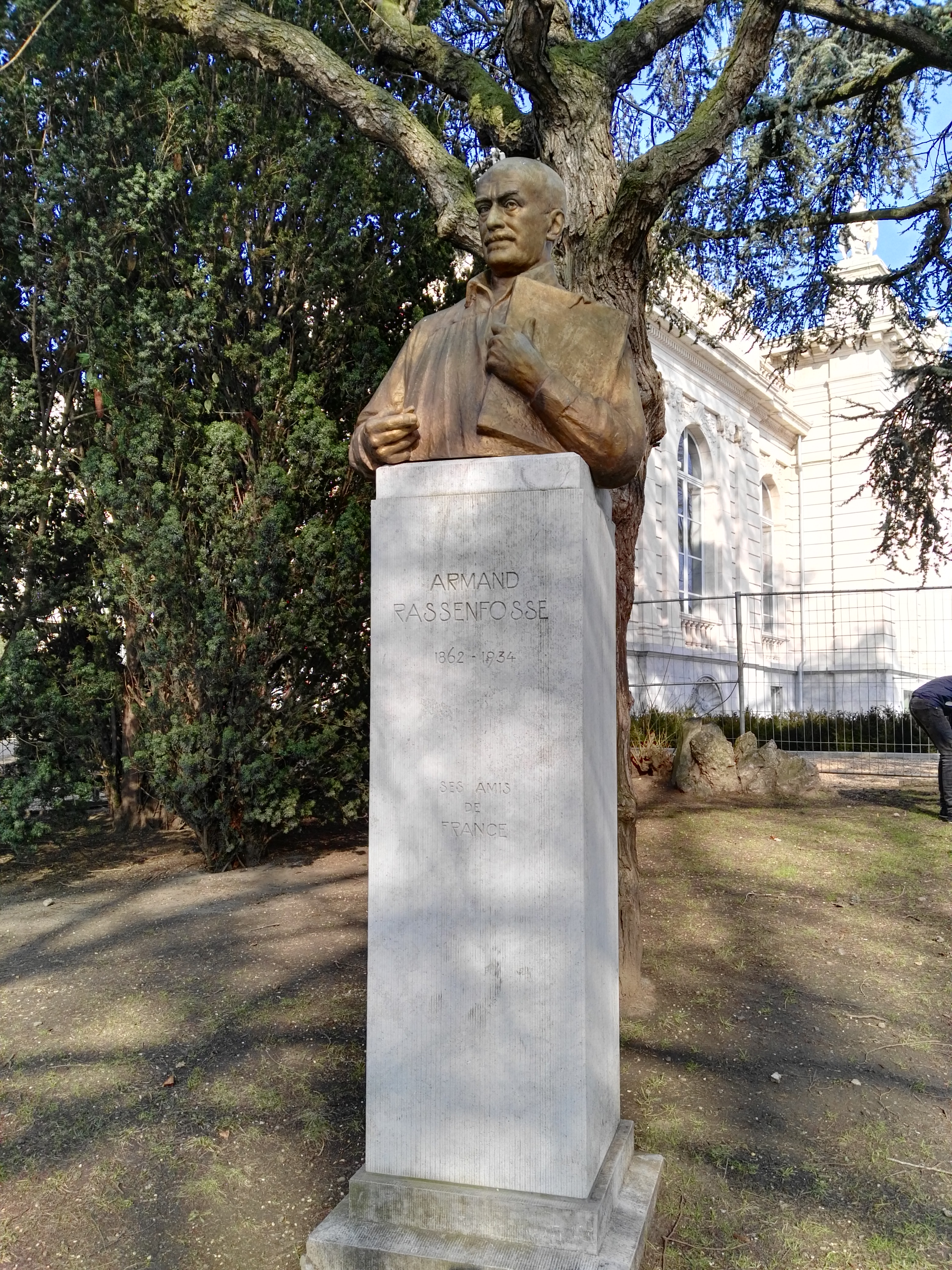
Monument à Armand Rassenfosse (1934), Liège.
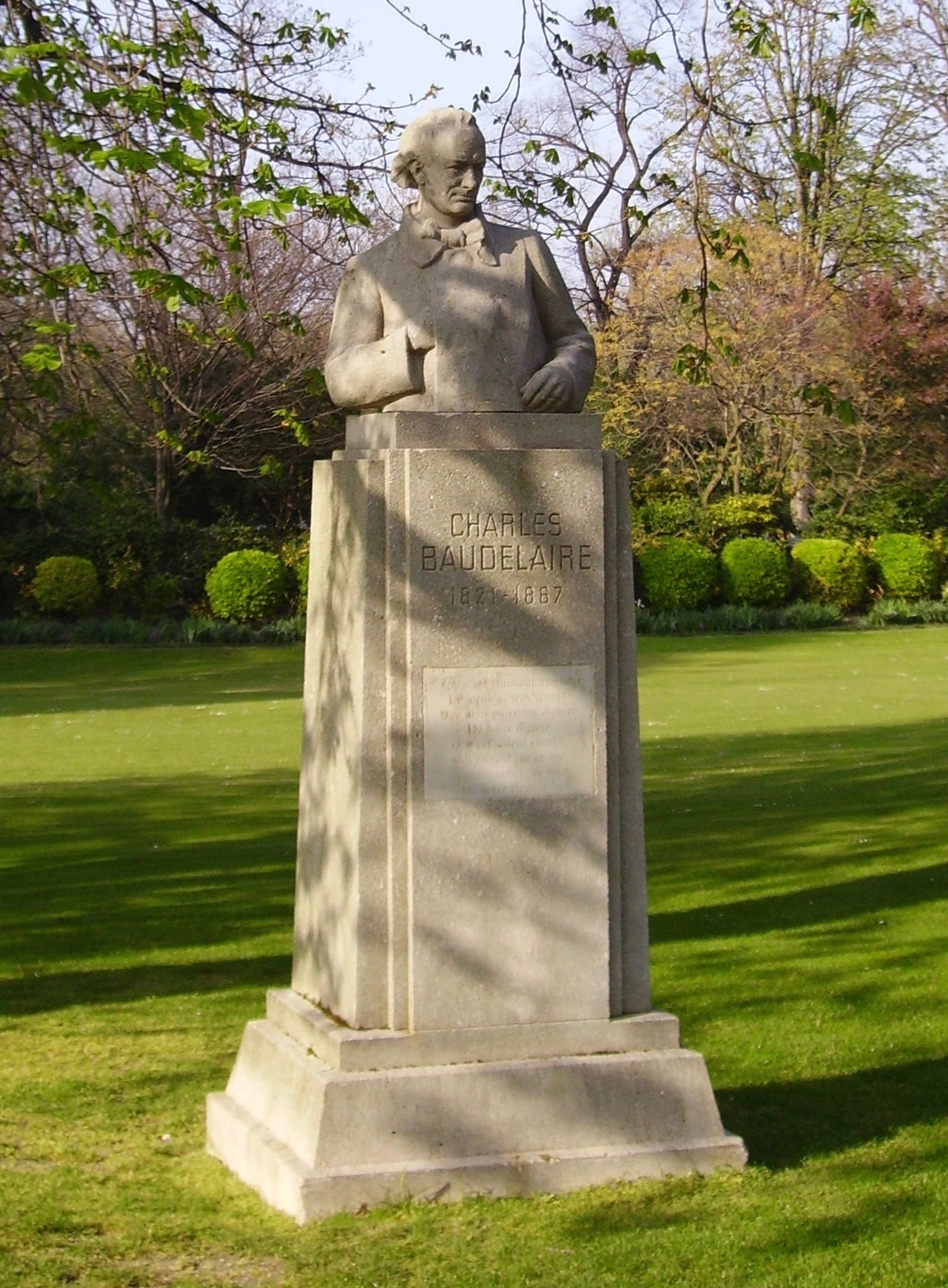
Monument à Charles Baudelaire (1936), Paris, jardin du Luxembourg.

## Dans la littérature
Dans le roman à clés Maîtresse d’esthètes écrit par Jean de Tinan et Willy, Franz Brotteaux n’est autre que Fix-Masseau.